# 齐燮元
齐燮元（1885年4月28日—1946年12月18日），原名齐英，字抚万，号耀珊，顺天府寧河县（今属天津市）人，中华民国政府军宁武上将军（直系）。1937年参与中華民国臨時政府（后改制为華北政務委員会）。

## 生平

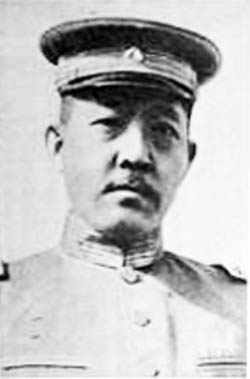
东方杂志第二十二卷第三号上刊登的《东南问题之再燃》中的齐燮元照片

### 直系要人
齐燮元早年先后在天津武備学堂、陸軍大学、日本陸軍士官学校学习，后入北洋第6鎮，开始军事生涯。1913年（民国2年）起，历任陸軍第6師第12旅旅長、江西将軍署参謀長、陸軍第6師師長。
1917年（民国6年），张勋复辟失败后，皖系段祺瑞重掌北京政府。直系齐燮元随直系要人李純赴江蘇省。直系齐燮元任江蘇督軍参謀長兼江寧鎮守使、蘇皖贛三省巡閲副使。为应对孙中山的護法軍政府，皖系段祺瑞主张「武力統一」。直系馮国璋主张「和平統一」。10月，皖系段祺瑞决定派兵赴湖南省讨伐護法軍政府，直系李純及湖北督軍王占元、江西督軍陳光遠要求段祺瑞停止行动。此后，皖系段祺瑞被迫取消讨伐南方軍，并且卸任国務总理。
1920年（民国9年）7月，直皖战争爆发，直系李純参战 。战后，皖系势力大大削弱。7月22日，譚延闓发表“还政于民”、“湘人自治”的通电，表示要“順應民情”，實行民治，“採民選省長制，以維湘局”。为对抗直系，保持地盘，浙江卢永祥、广东陳炯明等南方军阀响应。皖系卢永祥通电主张“各省自定省宪，实现地方自治”，在浙江成立“省宪起草委员会”，推行一省自治 。此后江蘇省内反李純的舆论高涨，省内外的逼迫使李純精神不振。10月12日，李純在南京自殺。齐燮元继任江蘇督軍兼蘇皖贛三省巡阅使，成为直系的重要领导人。
1922年4月第一次直奉战争。奉军战败，张作霖挟“东三省议会”推举自己为东三省保安总司令并宣布东北自治。6月，皖系卢永祥宣告浙江自行废督，自己改任浙江善后督办。得到了南方各地方军阀的支持响应。此时中央北京政府由直系掌控。卢永祥与何丰林为了保持浙江、上海地盘，与张作霖、孙中山联络，结成“三角反直同盟”。
1923年（民国12年）齐燮元被授予中华民国政府军宁武上将军称号。
1924年（民国13年）直系称上海本属江苏辖区。但当时上海已成为商业税收要地，皖系盧永祥不愿放弃。9月3日，直系江苏督军齐燮元为占领上海和皖系浙江善后督办盧永祥之間爆发了江浙战争。9月4日，在东北自治但军力日渐强大的张作霖致电北京，痛斥曹锟。9月15日奉军张作霖向直军宣战，自任总司令，分兵三路入关。总统曹锟任命吴佩孚为讨伐军总司令，分兵三路迎击奉军。9月20日，孫傳芳被任命為閩浙巡閱使兼浙江軍務督理。10月，齐燮元在孫传芳的支援下击败浙江善后督办盧永祥。此后江蘇、浙江為孫傳芳、齊燮元、盧永祥三人勢力鼎立。10月直系冯玉祥接受张学良建议，背叛吳佩孚。10月23日冯玉祥发动北京政变包围总统府，解除吴佩孚的职务，监禁总统曹锟，宣布成立“国民军”，修改了清室优待条件，拥皖系段祺瑞成立临时执政府。皖系段祺瑞将直系江苏督军齐燮元免职。10月28日，由平泉、冷口入关的奉军张宗昌部，攻占滦州，截断了榆关直军的退路和榆关-天津之间的交通线，直军纷纷溃退。31日，奉军占领了榆关和秦皇岛，缴获直军的枪支达3万余件。直军主力丧失殆尽。10月31日到11月2日，冯玉祥先后攻占了杨村和北仓，并俘虏了北上援助吴佩孚的鲁军旅长潘鸿钧。吴佩孚率残部2000余人由塘沽登舰南逃。1924年12月，奉系的張宗昌继续南下攻击齐燮元。齐燮元和孫传芳组成「江浙聯軍」进行抵抗。不久，皖系段祺瑞任命孫传芳為浙江督辦。孫传芳遂拋棄齊燮元。齊燮元陷於孤立而發表下野宣言，流亡日本。
1925年（民國14年）10月，反奉戰爭爆发。奉系張宗昌、江蘇督軍楊宇霆开始向孫传芳發動攻擊。孫傳芳擁吳出征。吴佩孚在汉口组织十四省讨贼联军。齐燮元在湖北省复出，被吴佩孚任命为十四省讨贼联军副司令兼第四军总司令。
1926年（民國15年）4月，奉系的張宗昌北上從冯玉祥的國民軍手中奪取北京。奉系张作霖随即在北京成立中华民国军政府。直系吴佩孚再次向奉系的张作霖呼吁恢复法统，但是未得响应。6月28日，直系与奉系在北京讲和，直系参与由奉系控制的北京政府。
1927年（民國16年）初，奉系張宗昌又南下援助孙传芳抵抗北伐軍，并在上海屠杀工人学生。張宗昌后在上海工人第三次武装起义中被挫败，率残部逃回山東。北伐軍在安徽，上海等地接连获胜。直系的原勢力范围主要在华北、华中。且直系秉持反苏立场 。这使得苏联支持的以孙中山为首的国民党广州国民政府，把直系列为北伐的首要目标。北伐时期直系的实力已大不如前，后被北伐军击溃。齐燮元败于蒋介石的北伐軍，被迫二次下野。

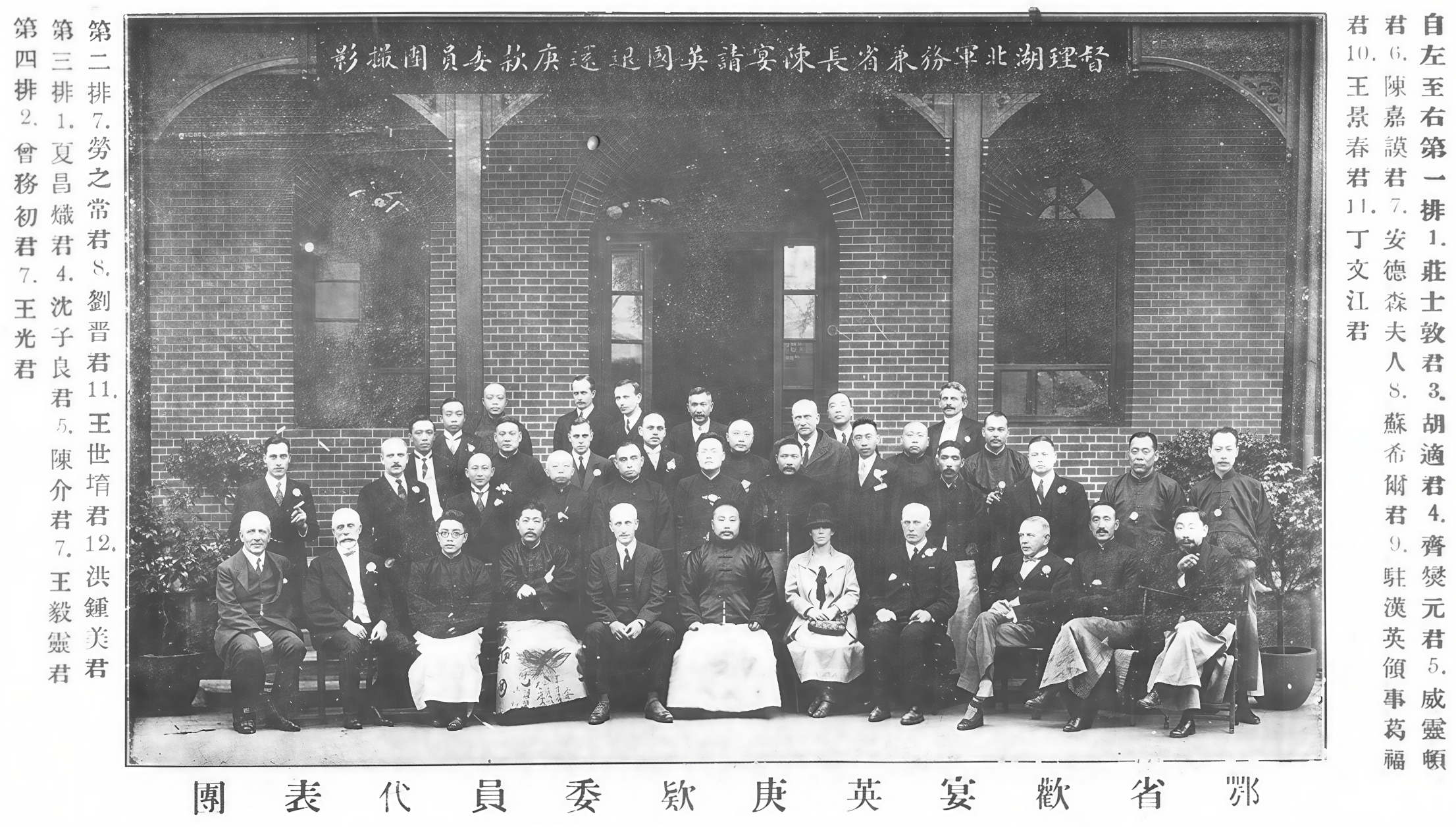
督理湖北軍務兼省長陳宴請英國退還庚款委員團攝影[莊士敦、胡適、齊燮元、威靈頓、陳嘉謨、安德森夫人、蘇希爾、葛福、王景春、丁文江、勞之常、劉晉、王世堉、洪鍾美、夏昌熾、沈子良、陳介、王毅靈、曾務初、王光

### 親日政府的活動

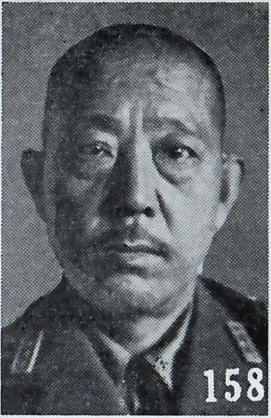
齐燮元像，出自《最新支那要人传》（1941年）

1928年（民國17年）4月在蒋介石、閻錫山、馮玉祥、李宗仁四大集團的合攻下，奉軍戰場失利。6月3日，奉系张作霖撤出北京，乘火車返回东北奉天，途中火車被日本關東軍炸毀。1928年12月29日奉系張學良將原來懸掛的北京政府的五色旗換成蒋介石國民革命軍的青天白日滿地紅旗。
1930年（民国19年），为争夺中央统治权，汪精卫联合閻錫山、馮玉祥、李宗仁攻击蒋介石。阎锡山任命齐燮元为江北招撫使。阎军兵败后，齐燮元三次下野，逃入天津英租界。后来迁往北京隠居。
1931年（民国20年）9月，日本关东军占领东北三省。奉軍撤出东北。吳佩孚迁居北京。齐燮元聘请吳佩孚为齊的「特高顾问」，每月领「车马费」数千元。
1932年（民国21年）在日本关东军的策划下，滿洲「建國」，并称「滿蒙非支那」。溥儀出任滿洲國「執政」。吴佩孚通电声讨，痛斥日本"伪称满洲独立国，实即为日本附庸，阳辞占领之名，阴行掠夺之实。"同年，流亡日本的張宗昌标榜「抗日」返回山東，企图再起，后被冯玉祥部下刺杀。
1935年（民国24年）部分原北京政府要员联合日本人策划华北自治，请吴佩孚复出。吴佩孚道："自治者，自乱也。"加以拒绝。
1937年（民国26年）7月，日軍攻克北京，天津。11月攻克太原。12月13日攻克南京。12月14日，中華民国臨時政府於北京成立，恢复五色旗為國旗。齐燮元参与，任臨時政府京津衛戍司令，兼任治安总署督办、清乡总署督办、議政委員会常務委員。吳佩孚仍在北京居住，但拒絶复出。
1939年（民国28年）11月24日吴佩孚吃羊肉水饺时，被硬骨渣塞住镶有金牙套的牙缝里。日本牙医将牙拔掉。掉牙后因感染死亡，后世猜测，吴可能死于“路德维希咽峡炎”。
自1924年起，華北的奉系、国民黨、中共與較小的地方军阀間武裝衝突日益嚴重，土匪亦趁乱活动，治安日趋恶化。至1940年，在华北地区仍有非制式兵民混合的破坏活动。1940年（民国29年）1月14日，为维护华北治安，华北治安军在北平正式成立，齐燮元加入治安軍。1940年（民国29年）3月，臨時政府与国民党汪精卫方面达成妥协，并入汪兆銘（汪精衛）的南京国民政府，改制为華北政務委員会。齐燮元任该委員会委員兼治安总署督办。此后，齐燮元组织華北綏靖軍，任该军总司令部总司令。他还兼任軍事委員会常務委員。
1943年（民国32年）吴佩孚的老部下杜錫鈞在取得蒋介石国民政府同意后，打入華北政務委員會内部。2月9日，華北政務委員會将懸掛的五色旗更改为青天白日滿地紅旗。同月，齐燮元任諮議会議副議長。11月11日，齐燮元被免去常务委员、内务总署督办、治安总署督办、華北綏靖軍總司令，第四次下野。杜錫鈞接替齊燮元任華北綏靖軍總司令。
1945年（民国34年）8月，齐燮元以漢奸罪被南京国民政府逮捕。
1946年（民国35年）12月18日，齐燮元在南京雨花台被枪决。年62歲（满61歳）。遗嘱：「齊燮元為忠愛國家之人，不期為忌者所害，望我同胞及家屬其共鑒之。」「國事變幻非常，同胞總以忠愛國家為本，不可因我忠愛國家所得之結果，致不肯為也，其以國家為權利之爭者，國家可亡，民族可滅，而政權不可舍者，燮元死為厲鬼，亦必以此物為敵也。言不及私，如是而已。」